# Tim Amerika: Svetska policija
Tim Amerika: Svetska policija (engl. Team America: World Police) je američka filmska komedija iz 2004. režisera Treja Parkera, za koju su scenario napisali Trej Parker (Trey Parker), Matt Stone (Matt Stone) i Pam Brejdi (Pam Brady). Film parodira romantične i akcione filmove i njihove klišeje i stereotipe, invaziju na Irak 2003. i rat koji je usledio, s posebnim humorističkim osvrtom na globalni spoljnju politiku Sjedinjenih Država, unilateralizam i džingoizam. Nayiv filma je aluzija na opšti stav da SAD često glumi "svetskog policajca".
Film, čija se kompletna glumačka postava sastoji od marioneta, fokusira se na fiktivni tim političkih paravojnika, ili političkih policajaca poznatih pod imernom Tim Amerika: Svetska policija, koji pokušavaju da spasu svet od nasilne terorističke zavere koju predvodi Kim Džong Il. Film je inspirisan TV serijom Gromovite ptice (engl. Thunderbirds), šouom čiji su autori Džeri (Gerry) i Silvija Anderson (Sylvia Anderson) i koji je takođe imao glumačku postavu sačinjenu od marioneta, iako Stoun i Parker nisu bili fanovi serije. Kao i Parkerov i Stounov Saut Park, film je bio predmet raznih kritičkih i političkih debata, hvaljen zbog humora i satire, a u isto vreme izazivajući kontroverze zbog uprošćenog pogleda na tekuće događaje. Film je takođe izazvao kontroverze zbog poduže scene seksa između dvoje likova iz filma.
Film je premijerno prikazan u Sjedinjenim Državama 15. oktobra 2004. i uprkos tome što je dobio većinu pozitivnih kritika, ima je razočaravajuću zaradu, jedva uspevši da zaradom pokrije troškove proizvodnje i ne uspevši da dostigne uspeh prethodnog filma isti autora — Saut Park: Duži, veći i neobrezan. Film se na DVD-u pojavio u Americi 17. maja 2005. dostupan u verziji sa oznakom R i verzijom koja nije rangirana.

## Radnja
Tim Amerika: Svetska policija postoji da bi zaustavljao teroriste u njihovim zlim naumima. Tim, smešten u planinu Maunt Rašmor, čine Lisa (Lisa), mladi psiholog; Karson (Carson), Lisin ljubavnik; Sara (Sarah), s vidovnjačkim moćima; Džo (Joe), tipični američki džok koji je zaljubljen u Saru; Kris (Chris), ekspert za tehnologiju i borilačke veštine koji gaji tajnovito i duboko nepoverenje prema glumcima. Vođa tima je Spotsvud (Spottswoode), agent Vlade Sjedinjenih Država, a informacije za tim prikuplja I.N.T.E.L.I.G.E.N.C.I.J.A. (I.N.T.E.L.L.I.G.E.N.C.E.), visokorazvijeni superkompjuter. Sam film počinje kada tim krene u sprečavanje terorističke akcije u Parizu. Tokom bitke do koje je došlo, Tim oštećuje veliki deo grada, uklučljujući uništenje Ajfelove kule, Trijumfalne kapije i Luvra. Nakon završetka akcije Karson prosi Lisu, ali taj trenutak prekida preživeli terorista koji ubija Karsona.
U potrazi za novim članom, Spotsvud regrutuje Garija Džonstona (Gary Johnston), glumca sa Brodveja sa dvostrukom diplomom iz pozorišta i svetskih jezika. Gari je primljen kao špijun koji koristi svoje talente kako bi se infiltrirao u terorističke organizacije. Za to vreme, severnokorejski diktator Kim Džong Il snabdeva teroriste oružjem masovnog uništenja (OMU), planirajući tajni napad svetskih razmera. I.N.T.E.L.I.G.E.N.C.I.J.A prikuplja informacije o terorističkom okupljanju u Kairu. Tim odlazi u Egipat, gde se Gari uspešno ubacuje među teroriste. Tokom ove akcije i Lisa i Sara zaljubljuju se u Garija. Kris, međutim, ne podnosi Garija zbog svoje netrpeljivosti prema glumcima.
Tim je pokušao da spreči teroriste, i premda im je to pošlo za rukom, njihova akcija ostavilaa je pola grada u ruševinama. Zbog toga je Tim došao na udar grupe liberalnih holivudskih glumaca pod nazivom Film Actors Guild (F.A.G) ili u prevodu Esnaf filmskih glumaca. U međuvremenu Ujedinjene nacije šalju Hansa Bliksa (Hans Blix) sa zadatkom da ispita palatu Kim Džong Ila, ali ga ovaj ubija tako što ga baca ajkulama. Dok se Tim Amerika odmara proslavljajući svoju pobedu, Gari se ispoveda Lisi, govoreći kako celog života oseća krivicu jer je njegov glumački talent prouzrokovao to da njegovog brata ubiju gorile. Nakon što joj Gari obeća da nikada neće umreti, njih dvoje imaju žestok seks, dok u to vreme grupa terorista diže u vazduh Panamski kanal.
Esnaf filmskih glumaca okrivljuje Tim Ameriku, verujući da su oni (pre nego teroristi ili osoba koja im dobavlja OMU) krivi za akcije terorista. Gari, shvativši da je njegov talenat ponovo prouzrokovao tragediju, napušta tim, izazvavši time konflikt među ostalim članovima. Verujući da se teroristi nalaze u Durkadurkastanu, preostali članovi tima kreću u akciju, ali ih teroristi i Severnokorejci napadaju i zarobljavaju. U međuvremenu, Majkl Mur (Michael Moore) infiltrira se u bazu tima i uništava njihovu opremu u samoubilačkom napadu.
U međuvremenu, Gari je u depresiji i opija se. U baru nailazi na pijanog klošara koji upoređuje tri vrste ljudi sa seksualnim organima. Geri u očajanju izlazi iz bara i povraća čitavih 56 sekundi. U Sevrnoj Koreji Kim Džong Il otkriva svoj plan da održi mirovnu konferenciju na koju je pozvao sve svetske vođe i Esnaf filmskih glumaca kao specijalne goste. Njegov plan je da tokom konferencije širom sveta detonira oružje masovnog uništenja, čime će svaka zemlja postati zemlja trećeg sveta. Geri se vraća na Maunt Rašmor gde zatiče čitav predeo u ruševinama, ali su Spotsvud i I.N.T.E.L.I.G.E.N.C.I.J.A. ipak preživeli. Nakon što je povratio Spotsvudovo poverenje time što mu je pružio oralni seks i prošao jednodnevni trening kurs za specijalca, Gari odlazi u Severnu Koreju.
Nakon što se infiltrira u Ilovu palatu, Gari oslobađa tim, nakon čega započinju bitku protiv Esnafa filmskih glumaca ubijajući ih na brutalan način. U jednom trenutku Kris priznaje Gariju da je njegovo nepoverenje u glumce izazvano činjenicom da su ga kao dečaka silovali glumci iz mjuzikla Mačke. Zatim se suočavaju s Kim Džong Ilom. Iako u početku nailaze na neodobravanje publike, Gari svojom glumom uspeva da ih ubedi da je Kim Džong Il terorista koga treba zaustaviti napravivši paralelu ljudi sa seksualnim organima, poput pijanice iz bara. Kim Džong Il gine pri padu s balkona nabovši se na šiljak, da bi se nakon toga otkrilo da je on u stvari vanzemaljska bubašvaba. Kim Džong Il zatim odleće u svom svemirskom brodiću, uz uzvik da će se jednog dana vratiti. Gari i Lisa obnavljaju vezu, a tim se ponovo ujedinjuje i sprema za bitku protiv ostatka terorista.

## Mete satire
Tim Amerika je satira na preterani džingoizam koji američku administraciju navodi da preduzima jednostrane akcije u spoljnoj politici i zbog čega je kritikovana da glumi "svetskog policajca". Esnaf filmskih glumaca, odnosno Film Actors Guild, čija je skraćenicaF.A.G. (pogrdna reč za homoseksualca), je satira na račun naivne i egoistične prirode političkog aktivizma holivudskih zvezda. Naziv je referenca na Screen Actors Guild.
U filmu postoji scena u kojoj Gari (glavni lik) nastupa u mjuziklu Lease, gde peva pesmu "Everyone has AIDS". Ovo je satirična izvedba mjuzikla , u kome nekoliko likova boluju od AIDS-a. Geri parodira Marka Koena (Mark Cohen), jednog od glavnih likova iz predstave.
Po rečima Parkera i Stouna, kako bi izbegli da film bude okarakterisan kao film o izborima 2004. u SAD, u njemu se namerno ne spominje nijedan američki političar. U stvari, Kim Džong Il i Hans Bliks su jedina dva političara koja se direktno spominju u filmu. Tim Amerika dela bez bilo kakvog vođstva iz Bele kuće ili Stejt departmenta. Ipak, njihove nespretne i rušilačke akcije parodiraju trenutne američke antiterorističke akcije.
Politički komentator Endru Salivan (Andrew Sullivan) smatra film briljantnim u svom izvrtanju i levičarskog i desničarskog pristupa terorizmu. Salivan (koji je inače fan ostalih Stounovih i Parkerovih radova) popularisao je termin Saut Park republikanac (South Park Republican) kako bi opisao sebe i svoje istomišljenike. Parker je inače registrovani libertarijanac.
Mnogi holivudski glumci su direktno parodirani, imenom i prezimenom. Šon Pen (Sean Penn) je prikazan kako izgovara uvrnute tvrdnje o Iraku, što je možda referenca na prikaz srećne iračke dece s papirnim zmajevima u filmu Farenhajt 9/11: "Pre nego što se Tim Amerika pojavio, to je bilo srećno mesto. Imali su cvetne travnjake, nebo prekriveno dugama i reke napravljene od čokolade, gde su deca plesala i smejala se i igrala uz osmeh poput žele bombona."

## Spoljašnje veze
- Zvaničan sajt
- trejler
- на веб-сајту  (језик: енглески)
- [мртва веза] na
- на веб-сајту  (језик: енглески)
- на веб-сајту  (језик: енглески)
- Analiza na
- Recenzija Rodžera Eberta (Roger Ebert) Архивирано на веб-сајту  (19. јун 2008)
- Foto galerija